# Koronica ozdobna

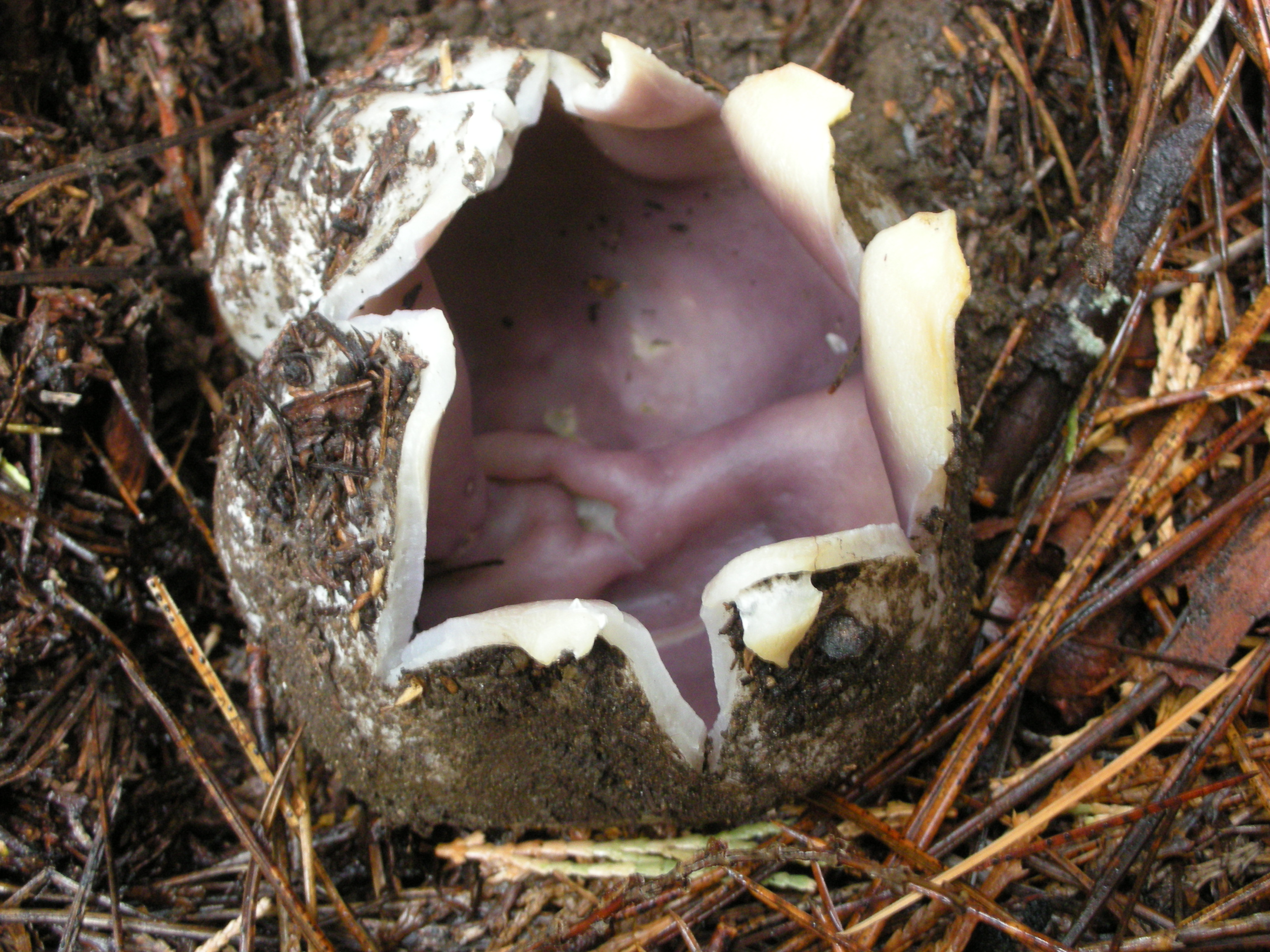

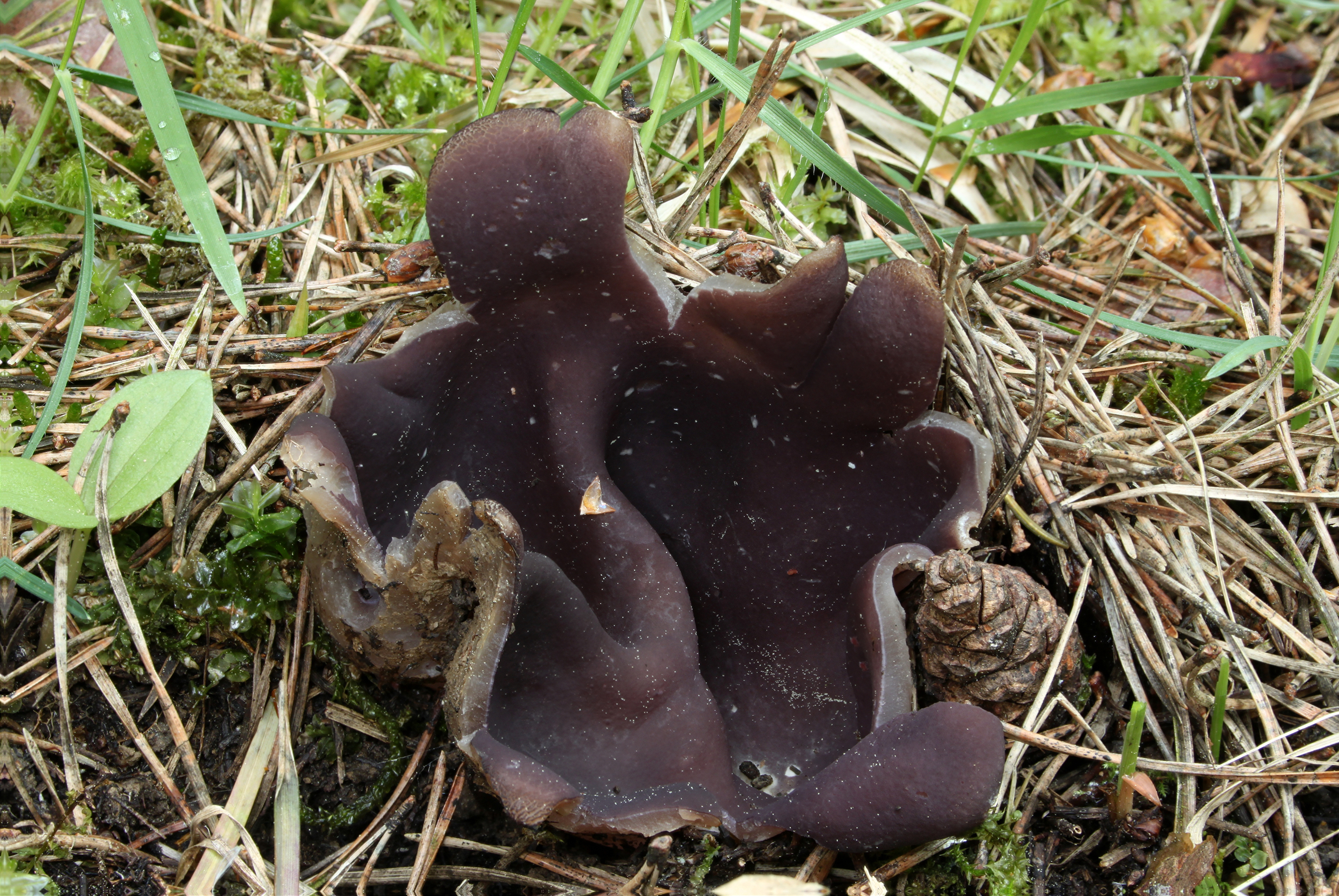

Koronica ozdobna (Sarcosphaera coronaria (Jacq.) J. Schröt.) – gatunek grzybów z rodziny kustrzebkowatych (Pezizaceae).

## Systematyka i nazewnictwo
Pozycja w klasyfikacji według Index Fungorum: Sarcosphaera, Pezizaceae, Pezizales, Pezizomycetidae, Pezizomycetes, Pezizomycotina, Ascomycota, Fungi.
Po raz pierwszy takson ten zdiagnozował w roku 1778 Nikolaus Joseph von Jacquin, nadając mu nazwę Peziza coronaria. Obecną, uznaną przez Index Fungorum nazwę nadał mu w roku 1893 Joseph Schröter, przenosząc go do rodzaju Sarcosphaera.
Synonimów nazwy naukowej ma ponad 20. Niektóre z nich:

- Peziza coronaria (Jacq.) Schroet. 1778
- Peziza crassa Santi
- Peziza eximia Durieu & Lév. 1848
- Pustularia coronaria (Jacq.) Rehm
- Sarcosphaera crassa (Santi) Pouzar,1972
- Sarcosphaera eximia (Durieu & Lév.) Maire,1917
- Sepultaria coronaria (Jacq.) Massee

## Morfologia
Owocnik
Ma średnicę 5–20 cm i nie posiada trzonu. Młody owocnik ma kulisty kształt i znajduje się całkowicie lub częściowo pod ziemią. W miarę dojrzewania stopniowo wysuwa się z ziemi. Dojrzały owocnik pęka po bokach na 4–8 ramion, przyjmując miseczkowato-gwiaździsty kształt i znajduje się nad ziemią. Wewnątrz miseczki ma jasnofioletowy kolor, na zewnątrz jest początkowo fioletowawy, później brudnobiały, miejscami żółtawy. Bardzo rzadko występują owocniki albinotyczne (var. nivea), czysto białe. Są to mutanty o genetycznie utrwalonych cechach.
Miąższ
Biały, kruchy, wilgotny, o grubości 2–5 mm. Smak i zapach niewyczuwalne. Starsze owocniki zapachem przypominają rabarbar.
Wysyp zarodników
Zarodniki bezbarwne, eliptyczne, gładkie, z 1–2 oleistymi kroplami. Mają rozmiar 12–20 × 6–9 μm.

## Występowanie i siedlisko
Koronica ozdobna występuje w Ameryce Północnej, Europie i Azji. W Europie jest szeroko rozprzestrzeniona, ale rzadka. W niektórych jednak miejscach występuje gromadnie, rzadko jednak jest obserwowana, gdyż owocniki przez długi czas rozwijają się pod ziemią. W polskim piśmiennictwie naukowym do 2020 r. podano 17 stanowisk historycznych i 43 współczesne. Tylko jedno, już historyczne stanowisko, znajdowało się w północnej Polsce, wszystkie pozostałe zlokalizowane są w południowej części kraju. Aktualne stanowiska podaje także internetowy atlas grzybów. W latach 1995–2004 koronica ozdobna podlegała w Polsce ochronie częściowej, a od 2004 roku – ścisłej. Znajduje się na Czerwonej liście roślin i grzybów Polski. Ma status V – gatunek zagrożony wyginięciem.
Owocniki pojawiają się wiosną i latem, zarówno w lasach liściastych, jak iglastych, na glebach wapiennych o pH 8 -11, z dużą ilością ściółki i próchnicy. Na tym samym miejscu owocniki pojawiają się przez kilka lat.

## Znaczenie
Saprotrof, grzyb trujący. Dawniej owocniki tego gatunku uchodziły za jadalne, jednak stwierdzono, że uszkadzają wątrobę. Obecnie w większości atlasów uznawany jest za grzyb trujący. Zjedzenie surowego owocnika może spowodować zatrucie śmiertelne.
Owocniki bioakumulują toksyczny arsen z gleby w postaci kwasu metylarsonowego (CH3AsO3H2). Chociaż jest on mniej toksyczny niż trójtlenek arsenu (As2O3), nadal jest niebezpieczny. Często osiągane są stężenia powyżej 1000 mg / kg suchej masy. Jak stwierdzono w jednej z publikacji z 2004 roku, dojrzały okaz zebrany w pobliżu miasta Český Šternberk w Czechach miał zawartość arsenu 7090 mg / kg suchej masy – najwyższe stężenie, jakie kiedykolwiek odnotowano u grzyba. Zazwyczaj zawartość arsenu w grzybach mikoryzowych zebranych z niezanieczyszczonych obszarów jest niższa niż 1 mg / kg. W tureckim badaniu z 2007 r. 23 dzikich gatunków grzybów (zebranych z obszarów, o których nie wiadomo, żeby były zanieczyszczone), S. coronaria miała najwyższe stężenie arsenu, w ilości 8,8 mg / kg suchej masy, podczas gdy stężenie tego pierwiastka w innych badanych grzybach wahało się od 0,003 mg / kg (u sarniaka jasnonogiego – Sarcodon leucopus) do 0,54 mg / kg (u mleczaja jodłowego – Lactarius salmonicolor).